# Viâpres-le-Petit
Viâpres-le-Petit település Franciaországban, Aube megyében. Lakosainak száma 127 fő (2022. január 1.). Viâpres-le-Petit Allibaudières, Bessy, Champfleury, Champigny-sur-Aube, Herbisse, Plancy-l’Abbaye és Pouan-les-Vallées községekkel határos.

## Népesség
A település népessége az elmúlt években az alábbi módon változott:
| Lakosok száma | 95   | 96   | 93   | 121  | 115  | 117  | 126  | 132  | 134  | 127  |
|               | 1968 | 1982 | 1990 | 2006 | 2013 | 2015 | 2017 | 2019 | 2020 | 2022 |